# Moto Club Settempedano
Il Moto Club Settempedano è associato alla Federazione Motociclistica Italiana, nato il 2 settembre del 1949 a San Severino Marche in provincia di Macerata.

## Storia
Il club è nato da una dozzina di amici del paese (Giancarlo Cristini, Sandro Cianficoni, Mario Squadroni, Franco Bassano, Lidio Fiori, Italo Forti, Ivo Allegretto, Ottavio Carducci, Tommaso Gatti, Bruno Luzi, Aldo Paperi, Eliano Rossi), per partecipare a raduni, gincane e altre piccole manifestazioni, dopo breve tempo il club fu dato in amministrazione a Giancarlo Cristini, provando varie discipline, gincana al raduno, dalle riunioni alle gare di karting e di regolarità, al primo tentativo di fare motocross.

Con la vittoria di Giovanni Casagrande nel cross, con la 500 BSA, il Club organizzò il 27 settembre 1959 il primo campionato italiano seniores classe 500, da quell'anno in poi le gare di cross sono cresciute sia come di numero che di qualità.
Nel 1961 venne organizzata la prima squadra cross del club, formata da Scarponi Pacifico, Ciccioli Eduardo, Gatti Alfio, Possedoni Bruno ed Egnio Magnapane

## Manifestazioni che hanno reso famoso il club
- La Coppa Mille Dollari (torneo più antico del mondo), nata a San Severino Marche, doppiata per la sua 29ª edizione.
- 4 manifestazioni mondiali di cross; una nel 1970 per la classe 250, con la vittoria di Joël Robert, unico vincitore di 6 titoli del mondo (di cui 5 consecutivi), una nel 1978 per la classe 125 vinta da Gaston Rahier, una nel 2000, sempre per la 125, vinta da Thomas Traversini, e una nel 2008, per la classe MX3, vinta da Cristian Beggi.
- Campionato del mondo enduro del 1995

## Competizioni
Tale Club ospita molte gare a livello Nazionale, così come alcune gare dell'Europeo e del Mondiale, sia di cross che di enduro, esattamente come la vicina Cingoli.